# Talas (rivière)
Pour les articles homonymes, voir Talas.
La rivière Talas est un cours d'eau qui arrose le nord du Kirghizistan et le sud du Kazakhstan. Longue de 661 km, la rivière Talas est formée par la confluence des rivières Karakol et Outchkocha, qui descendent des crêtes kirghizes et du Talas Alatau. Elle traverse d'abord de hautes montagnes en direction de l'ouest et arrose la ville de Talas, au Kirghizistan. Puis, elle bifurque vers le nord, quitte les montagnes, entre au Kazakhstan et passe à Taraz, anciennement Djamboul. Elle se dirige ensuite vers le nord-ouest et disparaît avant d'atteindre le lac Aydyn.
En -36, la bataille de Zhizhi eut lieu sur ses rives, entre les Xiongnu du Nord sous le commandement de Zhizhi et les Xiongnu du Sud alliés aux Han sous le commandement de Hu Hanye. Hu Hanye en sort victorieux, mettant fin à la guerre civile Xiongnu.
La rivière a donné son nom à la bataille de Talas, au cours de laquelle les troupes arabes, kirghizes et népalaises, alliées, défirent, en 751, les armées chinoises de la dynastie Tang, mettant un coup d'arrêt à leur expansion vers l'ouest et faisant l'acquisition de la technique chinoise de fabrication du papier.